# The Birth and Adventures of a Fountain Pen
The Birth and Adventures of a Fountain Pen è un cortometraggio muto del 1909.

## Trama
Trama di Moving Picture World synopsis in (EN)  su IMDb

## Produzione
Il film fu prodotto dalla Vitagraph Company of America.

## Distribuzione
Distribuito dalla Vitagraph Company of America, il film - un documentario di 160 metri - uscì nelle sale cinematografiche statunitensi il 17 luglio 1909.
Nelle proiezioni, veniva programmato con il sistema dello split reel, accorpato in un'unica bobina con un altro cortometraggio prodotto dalla Vitagraph, il film di animazione di J. Stuart Blackton The Magic Fountain Pen.